# 사이보그 (영화)
사이보그(Cyborg)는 1989년 개봉한 미국의 SF 영화이다.
후속작으로 사이보그 2(1993), 사이보그 3(1994)이 있다.

## 줄거리
미래, '살아있는 죽음'이라는 역병이 세상을 휩쓴다. 질병통제센터(CDC)가 있는 애틀랜타의 과학자들은 인류를 구할 치료제를 연구 중이며, 뉴욕의 컴퓨터 시스템에 저장된 정보가 필요하다. 펄 프로펫은 위험한 임무에 자원하여 사이보그로 개조된다. 그녀는 경호원 마셜 스트랫과 함께 뉴욕에서 데이터를 확보하지만, 치료제를 독점하려는 악당 펜더 트레몰로 일당에게 쫓긴다. 스트랫이 부상을 입자 펄은 그를 두고 용병 '슬링어'를 찾아 나서고, 깁슨 리켄배커의 도움을 받게 된다. 
펜더는 펄을 납치하고, 깁슨은 자신의 과거 연인을 죽이고 삶을 파괴한 펜더에게 복수하기 위해 그를 추적한다. 깁슨은 여정을 함께하게 된 나디 시몬스와 함께 남쪽으로 향하지만, 펜더 일당에게 습격당한다. 깁슨은 펜더와 싸우지만 총에 맞고, 펄은 깁슨에게 펜더를 이길 수 없다며 그와 함께하지 않겠다고 선언한다. 대신 펜더를 속여 애틀랜타로 유인해 처리하려 한다. 
깁슨은 나디와 함께 도망치지만, 펜더에게 붙잡혀 십자가에 못 박히는 고초를 겪는다. 가까스로 탈출한 깁슨은 나디와 함께 다시 펜더를 찾아 애틀랜타로 향한다. 펜더 일당을 하나씩 처치하며 마침내 펜더와 맞붙지만, 펜더가 나디를 죽인다. 격분한 깁슨은 결국 펜더를 죽이는 데 성공한다. 깁슨은 펜더에게서 돌아서 자신을 도운 헤일리와 함께 펄을 애틀랜타 목적지까지 데려다주고 다시 길을 떠난다.

## 출연

### 주연
- 장 끌로드 반담
- 데보라 리흐터

### 조연
- 알렉스 다니엘스
- 랠프 모엘러
- 빈센트 클린
- 데일 헤이든
- 로버트 펜츠
- 스테파노스 밀사카키스
- 조페리 C. 브라운
- 짐 크리치

## 기타
- 라인프로듀서: 톰 카르노브스키
- 미술: 더글러스 H. 레너드
- 의상: 하이디 카젠스키